# Diego Rodríguez Fernández
Diego Rodríguez Fernández (La Orotava, provincia de Santa Cruz de Tenerife, España, 20 de abril de 1960) es un exfutbolista y entrenador español. Jugó de defensa central en clubes como CD Vera, CD Tenerife, Real Betis, Sevilla FC o Albacete Balompié, además de ser internacional absoluto con la selección española. Actualmente está sin equipo tras ser entrenador del equipo filial Sevilla Atlético de Segunda División de España.  Disputó como profesional 23 temporadas y 699 partidos entre las 3 categorías del fútbol español.

## Trayectoria
Diego fue motivo de polémica tras su llegada al Sevilla procedente del Betis, el otro equipo de la ciudad y en el que había jugado durante 6 temporadas. Con todo ello, se impuso como el central más carismático de los años 1990 en el Sevilla F. C. Después de su retirada como jugador, regresó al Sevilla para trabajar en las divisiones inferiores del club. 

## Selección nacional
Fue internacional por la Selección Española. Su único partido como internacional fue un amistoso contra Checoslovaquia, disputado en Málaga (1-2), el 24 de febrero de 1988. Posteriormente fue uno de los integrantes de la Eurocopa 1988 que se disputó en la Alemania Occidental, aunque no disputó ningún partido.

### Participaciones en Eurocopas
| Eurocopa      | Sede                | Resultado    |
| ------------- | ------------------- | ------------ |
| Eurocopa 1988 | Alemania Occidental | Primera fase |

## Clubes

### Como jugador
| Club              | País   | Año       |
| ----------------- | ------ | --------- |
| CD Vera           | España | 1970-1977 |
| CD Tenerife       | España | 1977-1982 |
| Real Betis        | España | 1982-1988 |
| Sevilla FC        | España | 1988-1996 |
| Albacete Balompié | España | 1996-1998 |
| Dos Hermanas CF   | España | 1998-2002 |

### Como entrenador
| Club                                       | País   | Año       |
| ------------------------------------------ | ------ | --------- |
| Ciudad de Murcia (como segundo entrenador) | España | 2001-2002 |
| Real Balompédica Linense                   | España | 2003      |
| Sevilla FC C                               | España | 2008-2009 |
| Sevilla Atlético                           | España | 2009-2010 |